# Francis A. Cunningham
Francis Alanson Cunningham (* 9. November 1804 in Abbeville, Abbeville County, South Carolina; † 16. August 1864 in Eaton, Ohio) war ein US-amerikanischer Politiker der Demokratischen Partei. Vom 4. März 1845 bis 3. März 1847 war er Mitglied des Repräsentantenhauses der Vereinigten Staaten für den 2. Kongressdistrikt des Bundesstaates Ohio.

## Leben
Francis Cunningham wurde in Abbeville geboren. Im Alter von 22 Jahren zog er nach Eaton um. Dort unterrichtete er in einer Schule. Anschließend studierte er Medizin und eröffnete 1829 eine Arztpraxis. 1833 war er Gerichtsschreiber des Preble County. 
1844 wurde er als Vertreter des 2. Distrikts von Ohio ins US-Repräsentantenhaus gewählt. Er folgte auf John B. Weller. Er saß nur eine Legislaturperiode im House und wurde 1847 von David Fisher abgelöst. Anschließend studierte er Jura. 1847 wurde er als Rechtsanwalt zugelassen und war fortan auch als Rechtsanwalt tätig. Von 1847 bis 1863 war er als Zahlmeister bei der US Army tätig.
Cunningham starb 1864 in seiner Wahlheimat Eaton und wurde auf dem Mount Hill Cemetery beigesetzt. 